# Уолльямс, Дэвид
Дэ́вид Уо́лльямс или Уо́ллиамс (англ. David Walliams; при рождении — Дэ́вид Э́двард Уи́льямс; род. 20 августа 1971 года в Лондоне) — английский комик, актёр, писатель и телеведущий, наиболее известный по совместной работе с Мэттом Лукасом над скетч-сериалом «Маленькая Британия», в котором он исполнил большое количество комедийных ролей.
С 2012 года является судьёй шоу «Британия ищет таланты». С 2013 по 2014 год играл учителя химии Кита Чёрча в ситкоме «Большая школа». После его завершения участвовал в экранизации романа Агаты Кристи «Партнёры по преступлению».
У себя на родине Уолльямс широко популярен как автор детских книг. В настоящее время он продал более 12 миллионов копий своих произведений, которые переведены на 46 языков, в том числе на русский. Его литературный стиль сравнивают с Роальдом Далем, а его самого описывают как «самого быстроразвивающегося детского писателя Великобритании».

## Ранние годы и образование
Дэвид родился в лондонском районе Мертон в семье Питера и Кэтлин Уиллиамс и всё своё детство провёл в городке Банстед. Его отец был транспортным инженером, а мать — лаборанткой. Он учился в школе для мальчиков в Уоллингтоне, а затем — в Райгите. С 1989 по 1999 год посещал Бристольский университет. В 1990 году выступал вместе с актёрами Национально молодёжного театра, где впервые познакомился со своим будущим приятелем и коллегой Мэттом Лукасом.

## Карьера
С 2003 по 2007 год Дэвид участвовал в съёмках и писал сценарии к трём сезонам скетч-шоу «Маленькая Британия». Изначально свои роли он исполнял на радио, а после выхода программы — на различных концертах. В 2008 был выпущен американский сериал-ответвление. По сей день он время от времени возвращает своих героев в благотворительных скетчах.
После завершения «Маленькой Британии» он создал многосерийную комедию «Летим со мной», которая стала самой популярной программой британского телевизионного канала BBC One в 2010 году. В сериале с ним участвовал Мэтт Лукас.
В 2011 году он появился в роли пришельца Гиббиса в культовом научно-фантастическом телесериале «Доктор Кто».
В августе 2013 Дэвид вместе с Кэтрин Тейт, Филипом Гленистером и Фрэнсис де ла Тур сыграл в ситуационной комедии «Большая школа». Сериал продлился два сезона. Он также был его создателем и сценаристом всех двенадцати серий.
В 2015 году, когда отмечался 125-летний юбилей со дня рождения Агаты Кристи, Дэвид вместе с актрисой Джессикой Рэйн принял участие в шестисерийной драме под названием «Партнёры по преступлению», основанной на одноимённом романе знаменитой писательницы. Ему досталась главная роль Томми Бересфорда.
Являясь известным в Великобритании детским писателем, Дэвид периодически занимается экранизацией своих книг. В январе 2016 года состоялась премьера его телевизионного фильма «Мальчик-миллиардер», к которому он не только написал сценарий, но и исполнил в нём одну из второстепенных ролей.
На момент 2017 года, в общей сложности, Дэвид Уолльямс принял участие в около ста фильмах и сериалах и написал более десяти книг. Также он часто появляется в развлекательных телевизионных программах, активно участвует в благотворительности и исполняет обязанности судьи в популярном шоу «Британия ищет таланты».

## Избранная фильмография
| Год       |    | Русское название         | Оригинальное название | Роль                  |
| --------- | -- | ------------------------ | --------------------- | --------------------- |
| 2003—2007 | с  | Маленькая Британия       | Little Britain        | различные роли        |
| 2010—2011 | с  | Летим со мной            | Come Fly With Me      | различные роли        |
| 2011      | с  | Доктор Кто               | Doctor Who            | Гиббис                |
| 2012      | тф | Мистер Вонючка           | Mr Stink              | премьер-министр       |
| 2013      | ф  | Властелин любви          | The Look of Love      | преподобный Эдвин Янг |
| 2013—2014 | с  | Большая школа            | Big School            | Кит Чёрч              |
| 2014      | тф | Мальчик в платье         | The Boy in the Dress  | судья                 |
| 2015      | с  | Партнёры по преступлению | Partners in Crime     | Томми Бересфорд       |
| 2016      | тф | Мальчик-миллиардер       | Billionaire Boy       | миссис Трейф          |